# Гусаков, Владимир Григорьевич
Владимир Григорьевич Гусаков (род. 12 февраля 1953) — советский и белорусский учёный в области аграрной экономики, Председатель Президиума Национальной академии наук Беларуси, доктор экономических наук (1994), профессор (1998). Заслуженный деятель науки Республики Беларусь (2004).

## Биография
Родился 12 февраля 1953 года в агрогородке Ботвиново Чечерского района. Окончил Ботвиновскую восьмилетнюю школу, потом ходил в Шиловичскую среднюю школу им. В. И. Ленина.
В 1969–1971 годах работал учителем Ботвиновской восьмилетней школы, затем – рабочим Гомельского судостроительно-судоремонтного завода, рабочим Гомельской кондитерской фабрики «Спартак», учётчиком полеводческой бригады совхоза «Ботвиново» Чечерского района.
В 1971–1976 годах учился в Белорусской сельскохозяйственной академии, окончил экономический факультет, получил специальность «экономист-организатор сельскохозяйственного производства». В 1976–1979 годах – главный экономист колхоза «17 партсъезд» Славгородского района Могилёвской области.
В 1979–1981 годах – аспирант Белорусского научно-исследовательского института экономики и организации сельского хозяйства (г. Минск), защитил кандидатскую диссертацию в 1984 году.
В 1981–1985 годах – младший научный сотрудник Белорусского НИИ экономики и организации сельского хозяйства.  В 1985–1988 годах – старший научный сотрудник Белорусского НИИ экономики и информации агропромышленного комплекса.
В 1989–1991 годах докторант Всесоюзного (Всероссийского) НИИ экономики сельского хозяйства (г. Москва), защитил диссертацию на соискание учёной степени доктора экономических наук.
С 1992 года сектором интеграции и кооперации в АПК Белорусского НИИ экономических проблем АПК. При объединении трёх институтов экономической направленности с 1994 года назначен директором Государственного научного учреждения «Институт аграрной экономики Национальной академии наук Беларуси», который затем был переименован в Институт системных исследований в АПК Национальной академии наук Беларуси.
В 1996 году избран членом-корреспондентом Академии аграрных наук Республики Беларусь. Учёное звание профессора получил в 1998 году. В 1997–2001 годах вице-президент Академии аграрных наук Республики Беларусь.  В 1999 году избран академиком (действительным членом) Академии аграрных наук Республики Беларусь.
В 2002 году назначен заместителем Председателя Президиума Национальной академии наук Беларуси и одновременно — академиком-секретарём Отделения аграрных наук НАН Беларуси (с сохранением должности директора Института аграрной экономики НАН Беларуси).
В 2003 году избран академиком Национальной академии наук Беларуси.
В 2004 году назначен заместителем Председателя Президиума Национальной академии наук Беларуси. В том же году избран почётным доктором Белорусской государственной сельскохозяйственной академии и ему также было присвоено почётное звание заслуженного деятеля науки Республики Беларусь.
В 2006-2007 годах получил медаль и диплом Американского биографического Института.
С 15 октября 2013 года Председатель Президиума Национальной академии наук Беларуси, член Правительства Республики Беларусь.
Знает, кроме белорусского и русского, немецкий и английский языки.

## Характеристика деятельности
Является ведущим ученым в области аграрной экономики Беларуси. Он известен как разработчик теории переходного периода и методологии рыночного аграрного хозяйственного механизма. В разработанных им механизмах организации эффективного сельского хозяйства представлены модели и направления перспективного развития АПК, сформулированы концептуальные принципы и подходы его рациональной рыночной организации, даны методологические основы укрепления продовольственной безопасности Беларуси. Значительное внимание он уделяет определению мировых тенденций развития аграрно-продовольственной сферы и оценке на их основе перспектив экспортно-импортных возможностей Беларуси и внешнеторгового потенциала Беларуси. Особое место в своей работе он отводит формулированию рекомендаций и предложений по ускорению развития в стране эффективных кооперативно-интеграционных отношений и формирования мощных продуктовых компаний. Большое внимание учёный уделяет и совершенствованию систем управления в АПК, улучшению сферы профессиональной подготовки и порядка закрепления кадров. Исходя из выявленных проблем развития отечественного АПК, он также формулирует коренные задачи научного обеспечения сельского хозяйства страны и приоритетные направления развития аграрной науки.
Его научные работы – по теоретико-методологическим проблемам аграрной стратегии и политики, рыночных отношений в сфере АПК, эффективности функционирования производственного потенциала, системы управления и организации труда в сельском хозяйстве, разработке проблем организации и эффективного функционирования рыночного хозяйственного механизма в АПК, реформирование сельского хозяйства, становление конкурентоспособного производства рыночного характера, создание нового типа макро- и микроэкономики на основе многообразия форм собственности и хозяйствования, формирование эффективной стратегии и аграрной политики, разработка критериев продовольственной безопасности и независимости, разработка базисных основ кооперативно-интеграционных отношений, развитие внешнеэкономических отношений и интеграции национального АПК в мировое рыночное хозяйство.
Является одним из авторов государственной программы совершенствования АПК Республики Беларусь на 2001–2005 годы, возрождения и развития села на 2001–2010 годы.
Важнейшим результатом деятельности В. Г. Гусакова является создание нормативной (технико-экономической) базы ведения сельского хозяйства: разработаны и изданы технико-экономические нормативы эффективного осуществления хозяйственной деятельности в АПК, выработана система показателей высокорентабельного производства и расширенного воспроизводства. Разработана методология мониторинга динамики производства на сельскохозяйственных предприятиях и формирования их рейтинга, что послужило исходной базой перехода сельскохозяйственного производства республики на научно-обоснованные программно-целевые методы, в основе которых — экономически обоснованные нормативы самоокупаемости и самофинансирования.
Он явился инициатором и организатором разработки специальной Программы создания и развития научно-практических Центров аграрного профиля НАН Беларуси, а также пилотных проектов по организации в Центрах перспективных инновационных объектов, обеспечивающих достижения показателей уровня лучших мировых показателей.
Сформировал свою научную школу экономистов-аграрников — им подготовлено 18 докторов и 11 кандидатов наук.
Возглавляет Международную ассоциацию академий наук

## Семья
- Дядя — Степан Гордеевич Скоропанов — академик Национальной академии наук Беларуси (1961), академик Академии сельскохозяйственных наук БССР (1959—1961), академик ВАСХНИЛ (1972), Российской академии сельскохозяйственных наук (1991), Академии аграрных наук Республики Беларусь (1992), иностранный член Академии сельскохозяйственных наук ГДР (1974—1989), доктор сельскохозяйственных наук (1961), профессор (1962). Почётный профессор БСХА (1980). Заслуженный деятель науки БССР (1968). Министр сельского хозяйства БССР (1961—1972).

## Научные звания
- академик Национальной академии наук Беларуси (2003),
- академик Академии аграрных наук Республики Беларусь (1999—2002),
- иностранный член Национальной академии аграрных наук Украины (2002),
- иностранный член Российской академии сельскохозяйственных наук (2006), с 2014 — иностранный член Российской академии наук
- член Академии сельскохозяйственных наук Республики Казахстан (2010),
- иностранный член Латвийской академии сельского и лесного хозяйства (2013)

## Награды
- Орден Почёта (9 апреля 2024 года) — за значительные достижения в сфере космической деятельности, большой вклад в научные исследования, подготовку высококвалифицированных кадров, укрепление международного сотрудничества[4].
- Орден «За заслуги» III степени (24 августа 2013 года, Украина) — за весомый личный вклад в укрепление международного авторитета Украины, популяризацию её исторического наследия и современных достижений и по случаю 22-й годовщины независимости Украины[5].
- Заслуженный деятель науки Республики Беларусь (23 января 2004 года) — за большой вклад в развитие науки и техники, углубление исследований в области фундаментальной и прикладной науки, активную научно-организационную деятельность[6].
- Почётная грамота Совета Министров Республики Беларусь (9 февраля 2023 года) — за многолетнюю плодотворную деятельность, высокий профессионализм, значительный личный вклад в развитие белорусской науки[7].
- Почётная грамота Совета Министров Республики Беларусь (9 февраля 2018 года) — за многолетнюю плодотворную деятельность по укреплению научно-технического потенциала страны, значительный вклад в формирование инновационной и наукоёмкой экономики[8].
- Почётная грамота Совета Министров Республики Беларусь (11 февраля 2013 года) — за многолетнюю плодотворную научную деятельность и значительный личный вклад в развитие отечественной агроэкономической науки[9].
- Почётная грамота Совета Министров Республики Беларусь (12 февраля 2003 года) — за многолетнюю плодотворную научную и организаторскую деятельность, значительный личный вклад в развитие сельскохозяйственной науки, подготовку научных кадров, разработку, продвижение и внедрение научных исследований в агропромышленном комплексе[10].
- Почётная грамота Национального собрания Республики Беларусь (8 февраля 2013 года) — за большой вклад в формирование и реализацию социально-экономической политики Республики Беларусь, содействие в совершенствовании законодательства в агропромышленном комплексе и многолетнюю плодотворную научную деятельность[11].
- Орден Святителя Кириллы Туровского (2011).
- Почётный гражданин Чечерского района Гомельской области (2011).
- Серебряный знак Национальной академии наук Беларуси, Почетная Грамота Министерства сельского хозяйства и продовольствия Республики Беларусь.
- Медаль Национальной академии наук Беларуси в связи с 80-летием Национальной Академии наук Беларуси.
- Почётная Грамота Национальной академии наук Беларуси.
- Медаль и диплом Американского биографического Института (США)[2][3].
- Почётный Знак Украинской академии аграрных наук.
- Почётная Грамота Совета Министров Республики Беларусь.
- Медаль Щецинской сельскохозяйственной академии (Польша).

## Научные труды
- История и экономика «крестьянского вопроса». Мн.: БелНИИ экономики и информации АПК, 1997.
- Внутрихозяйственный расчет, кооперация, аренда: механизм их эффективного функционирования в новых условиях. Мн.: БелНИИ аграрной экономики, 2000.
- Рыночное развитие агропромышленного комплекса: выводы и предложения. Мн.: БелНИИ аграрной экономики, 2001.
- Экономическая реформа и предпринимательство: эффективные методы. Мн.: БелНИИ аграрной экономики, 2001.
- Основные объективные законы, закономерности и принципы рыночной экономики. Мн.: Белорусская наука, 2006.
- Новейшая экономика и организация сельского хозяйства в условиях становления рынка: научный поиск, проблемы, решения. Мн.: Белорусская наука, 2008.
- Механизм рыночной организации аграрного комплекса: оценка и перспективы. Мн.: Беларуская навука, 2011.
- Вопросы рыночного развития АПК: избранные труды: в 2 кн. Мн.: Беларуская навука, 2012—2013.

Им лично и в соавторстве с другими учеными опубликовано более 800 научных работ, в том числе 22 книги и монографии и около 100 брошюр и рекомендации.Среди них особо следует выделить две системных монографии: «Экономика организаций и отраслей агропромышленного комплекса» (в 2-х книгах), в которой обобщены последние результаты теории и практики организации и функционирования агропромышленного комплекса в новейшее время; и «Механизм рыночной организации аграрного комплекса: оценка и перспектива», где излагаются выверенные теоретические и практические решения по совершенствованию организационно-экономического устройства национального АПК в новых условиях хозяйствования.
Две работы, подготовленные В. Г. Гусаковым в соавторстве с М. И. Запольским – «Научные основы создания продуктовых компаний» (комплексная монография), содержащая практические рекомендации по созданию в АПК Беларуси сквозных конкурентоспособных продуктовых компаний и «Кооперативно-интеграционные отношения в аграрном секторе экономики», где в научно-популярной форме излагаются модели и методики формирования в белорусском АПК крупных и эффективных продуктовых компаний.
В. Г. Гусаков уделил особое внимание проблеме повышения энергоэффективности современного белорусского АПК. В коллективной монографии «Энергоэффективность аграрного производства», авторы которой стремились раскрыть все многообразие аспектов организации эффективного энергетического хозяйства в стране, содержатся важные определения и выполненные им расчеты эффективности энергетических ресурсов.
В работе «Внешнеторговые отношения Беларуси и стран Европейского Союза в аграрной сфере: проблемы и перспективы», которую В. Г. Гусаков написал совместно с М. С. Байгот и В. И. Бельским, отражены результаты системных исследований развития внешнеэкономических отношений Беларуси с государствами общего рынка (ЕС) в области сельскохозяйственной торговли.